# Maria Paasche
Maria Therese von Hammerstein, més coneguda com a Maria Paasche, (Magdeburg, 1909-San Francisco, 21 de gener de 2000) va ser una activista política antifeixista alemanya, que va transportar jueus fora de l'Alemanya nazi durant els primers anys del règim. Més tard, va emigrar al Japó, on va viure diversos anys abans d'establir-se als Estats Units.

## Vida a Alemanya
Hammerstein va ser un dels set fills nascuts de la relació entre Maria von Lüttwitz, filla de Walther von Lüttwitz, i Kurt von Hammerstein-Equord, un general que després serviria com a comandant en cap de la Reichswehr a la dècada de 1930. Ella i els seus germans es van animar a explorar idees intel·lectuals i polítiques; tenia molts amics jueus i tenia previst traslladar-se a Palestina amb alguns d'ells. Es va matricular a una escola pública on va poder estudiar agricultura i va anar a la Universitat de Berlín.
Després de l'ascens al poder d'Adolf Hitler el 1933, va ajudar jueus i intel·lectuals a escapar d'Alemanya portant-los a Praga amb la seva motocicleta. També va proporcionar diaris a la comunitat jueva i antifeixista de Praga i els va advertir sobre els plans nazis que va aprendre del seu pare. El 1935, es va casar amb John H. Paasche, un home d'ascendència jueva, el pare del qual, Hans Paasche, era un conegut pacifista. La parella es va traslladar breument a Palestina abans de tornar a Alemanya a causa d'un brot de febre tifoide. Van emigrar al Japó després de diversos interrogatoris per part de la Gestapo. El 1939, el seu pare va conspirar sense èxit per matar Hitler, i dos dels seus germans van participar en una altra conspiració per matar Hitler el 1944. La seva mare i dos germans van ser empresonats en camps de concentració fins al final de la Segona Guerra Mundial.

## Vida als Estats Units
Maria i John Paasche van viure durant uns anys al Japó, on van néixer els seus quatre fills, però el 1948 van emigrar a San Francisco a causa dels temors de la comunitat alemanya a l'exili de ser vigilats per la policia japonesa. A San Francisco, va començar netejant cases, mentre que el seu marit treballava en una fàbrica de conserves de tomàquet. Es va convertir en investigadora literària i dominava l'alemany, el francès, el rus i l'anglès. Més tard, va viure a la casa jueva per a la gent gran de San Francisco, tractant-se de la segona resident no jueva de la instal·lació. El 21 de gener de 2000 va morir a San Francisco d'una insuficiència cardíaca.
Paasche va ser el tema d'una pel·lícula documental de 1999 anomenada Silent Courage: Maria Therese von Hammerstein and Her Battle Against Nazism, que va ser finançada per B'nai B'rith i el govern alemany.